# بوزو تشافيز
ويلسون أنثوني «بوزو» تشافيز Wilson Anthony "Boozoo" Chavis (ولد في 23 أكتوبر 1930 – ومات في 5 مايو 2001) كان عازف أكورديون أمريكي، ومغني وكاتب أغاني وقائد فرقة موسيقية. 
كان من رواد موسيقى الزايديكو وهي مزج بين موسيقى الكاجون وموسيقى البلوز، التي نشأت في جنوب غرب لويزيانا في الولايات المتحدة الأمريكية.

## روابط خارجية
- بوزو تشافيز على موقع IMDb (الإنجليزية)
- بوزو تشافيز على موقع الموسوعة البريطانية (الإنجليزية)
- بوزو تشافيز على موقع ميوزك برينز (الإنجليزية)
- بوزو تشافيز على موقع أول ميوزيك (الإنجليزية)
- بوزو تشافيز على موقع ديسكوغز (الإنجليزية)